# Trichocera tenuicercus
Trichocera tenuicercus är en tvåvingeart som beskrevs av Alexander 1959. Trichocera tenuicercus ingår i släktet Trichocera och familjen vintermyggor. Inga underarter finns listade i Catalogue of Life.